# Quimeroplasto
El quimeroplasto es un ácido nucleico monocatenario de naturaleza híbrida (ADN, ARN) empleado en estrategias de corrección de una mutación puntual en terapia génica.
Está compuesto por unos cinco desoxirribonucleótidos (ADN) flanqueados por unos diez ribonucleótidos (ARN) a cada lado. En la secuencia de ADN se encuentra la base que se desea cambiar en el ADN del individuo diana, mientras que la secuencia flanqueante aporta especificidad y estabilidad al híbrido. 
En el núcleo celular el quimeroplasto reconoce la secuencia complementaria y se une a ella formando un híbrido. El sistema de reparación de la célula localiza el desemparejamiento (mismatch) y lo corrige eliminando la base del genoma  dianay sustituyéndola por la base complementaria a la secuencia del quimeroplasto. 
Este sistema se ha empleado en estrategias de terapia génica de corrección de mutaciones puntuales. Su eficacia, sin embargo, ha sido puesta en duda desde su surgimiento.
- Datos: Q6094948